# Notarztwagen 7
Notarztwagen 7 ("Ambulanza di pronto intervento/Unità mobile ospedaliera nr. 7") è una serie televisiva tedesca, ideata da Bruno Hampel e prodotta dal 1976 al 1977 dalla Taunusfilm. Interpreti principali sono Emily Reuer e Joachin Bliese, mentre la regia era affidata ad Helmut Ashley.
La serie consta di una sola stagione, per un totale di 13 episodi della durata di 25 minuti ciascuno.
La serie fu trasmessa in prima visione dall'emittente televisiva ARD 1. Il primo episodio, intitolato Bestimmungsort Frankfurt; fu trasmesso in prima visione il 1º dicembre 1976; l'ultimo, intitolato Endstation Kanal, fu trasmesso in prima visione il 9 marzo 1977.
In seguito, la serie fu replicata alla fine degli anni novanta dall'emittente RTL Television.

## Descrizione
La serie è ambientata a Francoforte sul Meno. Protagonisti della serie sono due medici, la Dott.ssa Barbara Kersten e il Dottor Günter Brandenberg, impegnati in un'ambulanza del pronto intervento.

## Produzione e backstage
- Oltre ai due attori protagonisti, nelle scene in ambulanza furono impegnati veri infermieri e volontari del pronto intervento[2]

## Guest-star
Nei 13 episodi della serie, furono impegnati come guest-star molti attori famosi. Tra le guest-star apparse nella serie, figurano, tra gli altri :
- Thomas Astan[8]
- Rainer Basedow[2]
- Kornelia Boje[2]
- Thomas Braut[2]
- Klaus Havenstein[2]
- Sascha Hehn[2]
- Manfred Heidmann[2]
- Liane Hielscher[9]
- Alexander Kerst[10]
- Eva Pflug[2]
- Paul Sobania[2]
- Marlies Schönau[2]
- Erwin Schwab[2]
- Andreas Seyferth[2]